# Géoglyphes du Kazakhstan
 (janvier 2016).

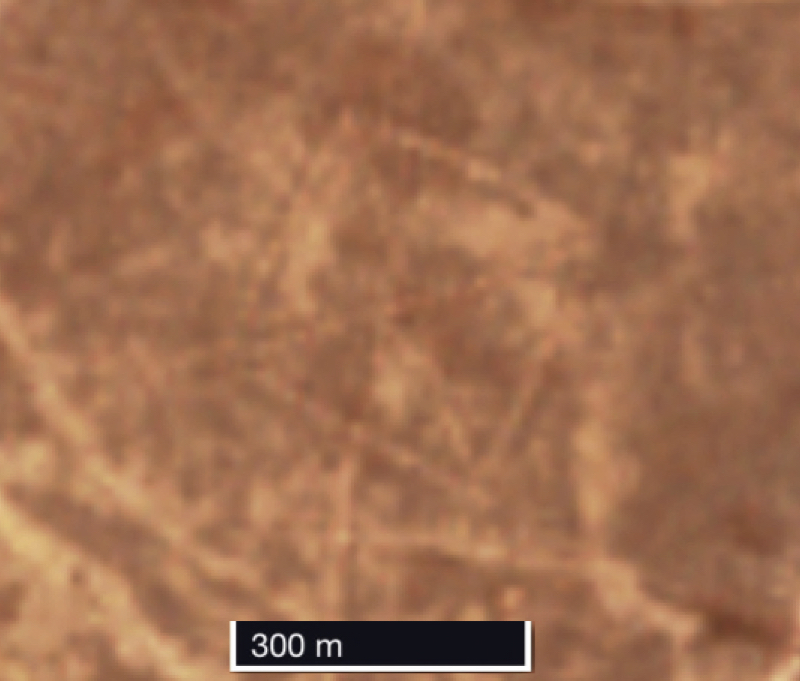
Ushtogay Square (50.832933°N 65.326276°E), l'un des géoglyphes observés

Les géoglyphes du Kazakhstan ont été découverts par un économiste kazakh, Dmitriï Deï grâce à Google Earth en 2007 (position 50.102778°N 65.360833°E). Il a aperçu des taches curieuses sur le sol. Mais l’étude de ces taches n’a commencé que lorsque l’agence spatiale américaine s’y est intéressée. Des clichés satellites pris par la NASA révèlent désormais des détails impressionnants de ces géoglyphes des steppes.